# مونونگاویروس‌سانان
مونونگاویروس‌سانان (به لاتین: Mononegavirales)، دسته‌ای از ویروس‌های آران‌ای رشته منفی با ژنوم یکپارچه هستند. برخی از اعضای رایج این راسته عبارت‌اند از: ویروس ابولا، ویروس سین‌سیشیال تنفسی، سرخک، ویروس اوریون، ویروس نیپا و ویروس هاری. همهٔ این ویروس‌ها باعث بیماری قابل توجهی در انسان می‌شوند. بسیاری از پاتوژن‌های مهم دیگر جانوران و گیاهان غیرانسانی نیز در این گروه قرار دارند. این راسته شامل یازده خانوادهٔ ویروس است: آرتوویریده، بورناویریده، لیسپیویریده، فیلوویریده، مایموناویریده، نیامیویریده , پارامیکسوویریده، پنوموویریده، رابدوویریده، سانیویریده و Xinmoviridae.

## واژه‌شناسی
مونونگاویروس‌سانان (تلفظ: ‎/ˌmɒnəˌnɛɡəviˈrɑːlɪz/‎ MON-ə-NEG-ə-vee-RAH-liz) یک تاکسون ویروس‌شناسی است که در سال ۱۹۹۱ ایجاد شد و در ۱۹۹۵، ۱۹۹۷، ۲۰۰۰، ۲۰۰۵، ۲۰۱۱، ۲۰۱۶، ۲۰۱۷ و ۲۰۱۸ اصلاح شد، نام مونونگاویروس‌سانان از صفت یونانی باستان μóνος monos که اشاره به ژنوم تک‌جانبی و تک‌رشته‌ای اکثر آن‌ها دارد. فعل لاتین negare اشاره به قطبیت منفی این ژنوم‌ها و پسوند طبقه‌بندی -virales نیز به راستهٔ ویروس اشاره دارد.

## ویژگی‌ها

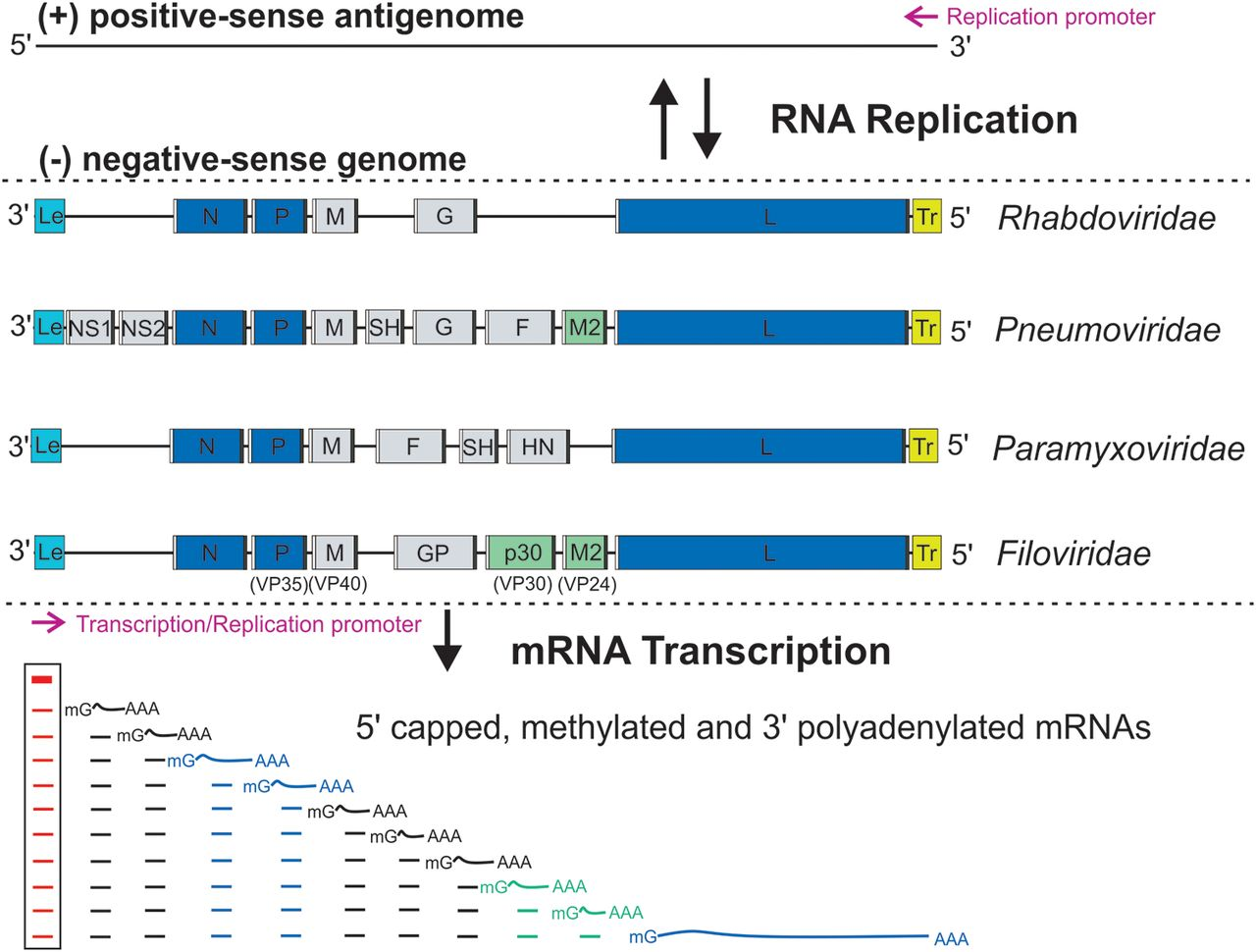
سازماندهی ژنوم و سنتز آران‌ای مونونگاویروس‌سانان

یک ویروس عضوی از راستهٔ مونونگاویروس‌سانان است اگر
- ژنوم آن یک آران‌ای خطی، به‌طور معمول (اما نه همیشه) بدون قطعه، تک‌رشته‌ای و غیر عفونی با قطبیت منفی است. دارای انتهای ۳' و ۵' مکمل معکوس است. و به‌طور کووالانسی به پروتئینی مرتبط نیست.
- ژنوم آن دارای مرتبه ژنی مشخصه 3'-UTR - ژن‌های پروتئین هسته - ژن‌های پروتئین پوششی - ژن آران‌ای پلیمراز وابسته به آران‌ای - 5'-UTR (3'-NPMGL-۵') است (البته استثناهایی وجود دارد).
- ۵ تا ۱۰ آران‌ای پیام‌رسان متمایز از ژنوم خود را از طریق رونویسی متوالی قطبی از یک پروموتر منفرد واقع در انتهای '۳ ژنوم تولید می‌کند. آران‌ای‌های پیام‌رسان ۵' پوشیده و پلی‌آدنیله هستند.
- با سنتز آنتی‌ژنوم کامل تکثیر می‌شود.
- ریبونوکلئوکپسیدهای مارپیچ عفونی را به عنوان الگوهایی برای سنتز آران‌ای‌های پیام‌رسان، آنتی‌ژنوم‌ها و ژنوم‌ها تشکیل می‌دهد.
- یک آران‌ای پلیمراز وابسته به آران‌ای (آردی آر پی، L) را کد می‌کند که بسیار همولوگ با سایر مونونگاویروس‌ها است.
- معمولاً (اما نه همیشه) ویریون پوششی با جرم مولکولی ‎×۱۰۶ 106 تولید می‌کند.

## چرخهٔ زندگی

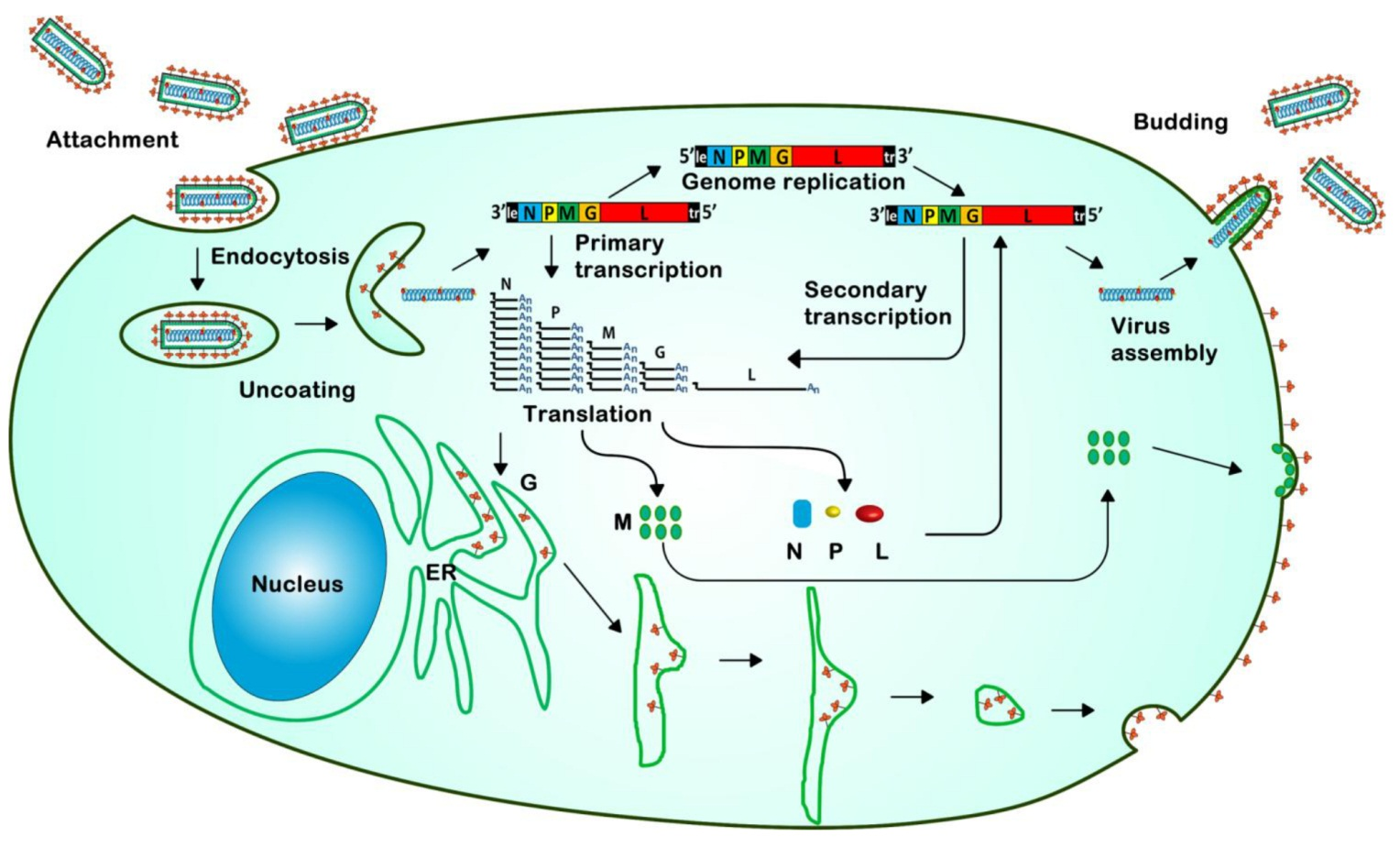
چرخه زندگی وزیکولوویروس‌ها

چرخهٔ زندگی مونونگاویروس‌ها با اتصال ویریون به گیرنده‌های سطح سلولی خاص آغاز می‌شود و به دنبال آن ادغام پوشش ویریون با غشای سلولی و انتشار همزمان نوکلئوکپسید ویروس در سیتوزول انجام می‌شود. ویروس آردی آر پی تا حدی نوکلئوکپسید را می‌پوشاند و ژن‌ها را به آران‌ای‌های پیام‌رسان رشته‌ای مثبت رونویسی می‌کند، که سپس به پروتئین‌های ساختاری و غیرساختاری ترجمه می‌شوند.
مونونگاویروس آردی آر پیs به یک پروموتر منفرد که در انتهای ۳' ژنوم قرار دارد متصل می‌شود. رونویسی یا پس از یک ژن خاتمه می‌یابد یا به ژن بعدی در پایین دست ادامه می‌یابد. این به این معنی است که ژن‌های نزدیک به انتهای ۳ ژنوم با بیشترین فراوانی رونویسی می‌شوند، در حالی که ژن‌هایی که در انتهای ۵ هستند کمترین احتمال رونویسی را دارند؛ بنابراین ترتیب ژن یک شکل ساده اما مؤثر از تنظیم رونویسی است. فراوان‌ترین پروتئین تولید شده، نوکلئوپروتئین است که غلظت آن در سلول تعیین می‌کند که آردی آر پی از رونویسی ژن به همانندسازی ژنوم تغییر کند.
همانندسازی منجر به آنتی‌ژنوم‌های تمام قد و رشته مثبت می‌شود که به نوبهٔ خود به نسخه‌های ژنوم نسل ویروس رشته منفی رونویسی می‌شوند. پروتئین‌های ساختاری و ژنوم‌های تازه سنتز شده خود به خود جمع می‌شوند و در نزدیکی داخل غشای سلولی تجمع می‌یابند. ویریون‌ها از سلول جوانه می‌زنند و پوشش خود را از غشای سلولی که از آن جوانه می‌زنند به دست می‌آورند. سپس ذرات بالغ، سلول‌های دیگر را برای تکرار چرخه آلوده می‌کنند.

## باستان‌ویروس‌شناسی
مونونگاویروس‌ها سابقه‌ای دارند که به چندین ده میلیون سال قبل بازمی‌گردد. فسیل‌های مونونگاویروس به شکل ژن‌های مونونگاویروس یا قطعات ژنی ادغام شده در ژنوم پستانداران کشف شده‌اند. به عنوان مثال، «فسیل‌های» ژن بورناویروس در ژنوم خفاش‌ها، ماهی‌ها، خرگوش‌های کوهی، کیسه‌داران، نخستی‌سانان، جوندگان، نشخوارکنندگان و فیل‌ها شناسایی شده‌اند. «فسیل‌های» ژن فیلوویروس در ژنوم خفاش‌ها، جوندگان، تیغ‌پشت‌ها، حشره‌خوارها و کیسه‌داران شناسایی شده است. یک «فسیل» ویروس Midway در ژنوم گورخرماهی یافت شد. در نهایت، فسیل‌های رابدوویروس در ژنوم سخت‌پوستان، پشه‌ها، کنه‌ها و گیاهان یافت شد.

## طبقه‌بندی

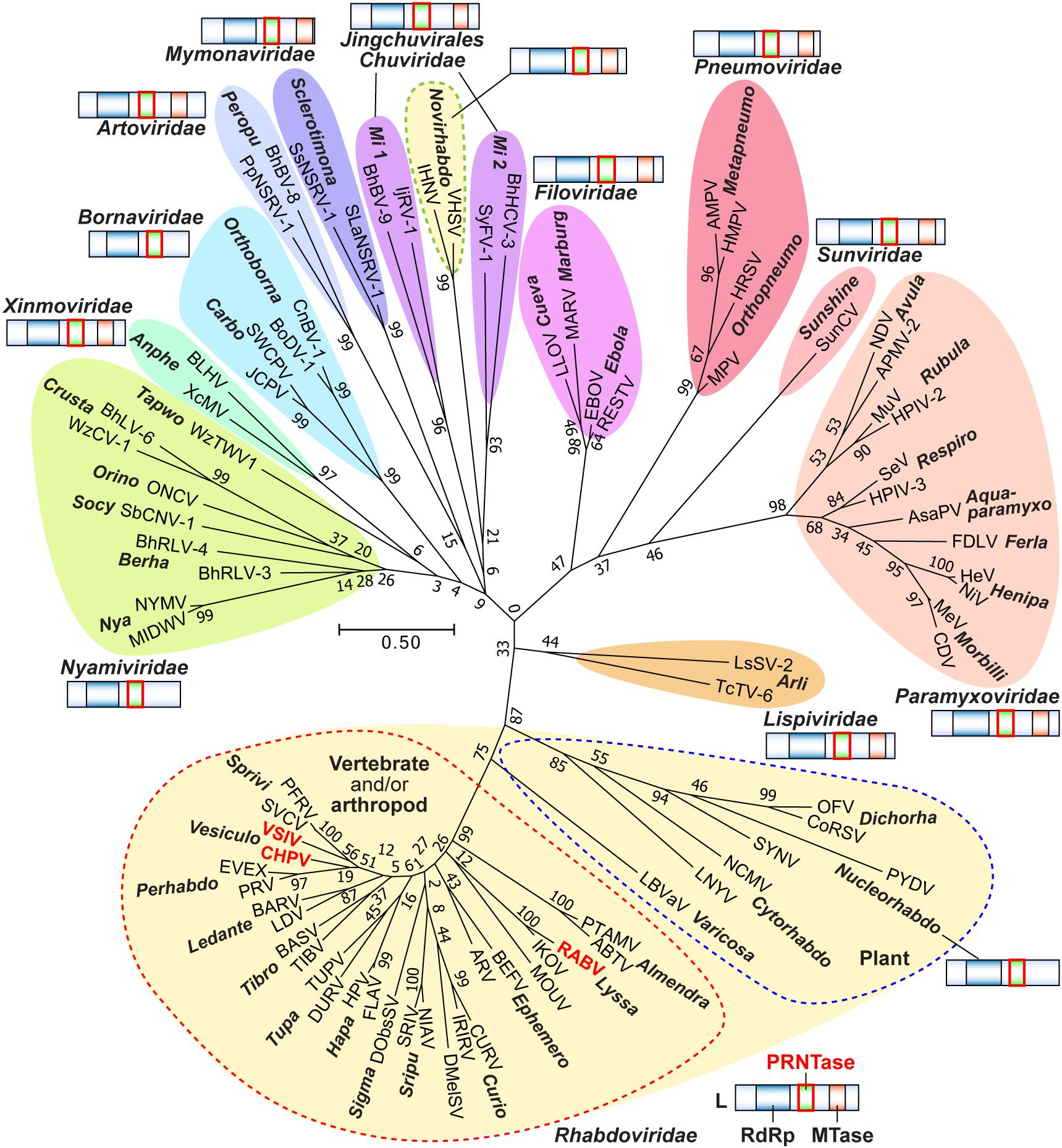
درخت فیلوژنتیک مونونگاویروس‌سانان